# Тугтунское сельское муниципальное образование
Тугтунское сельское муниципальное образование — сельское поселение в Кетченеровском районе Калмыкии. Административный центр — посёлок Тугтун.

## География
Тугтунское СМО расположено в северной части Кетченеровского района в пределах Сарпинской низменности.
СМО граничит: 
- на северо-западе - с Аршаньзельменским СМО Сарпинского района Калмыкии;
- на северо-востоке -  с Ханатинским СМО Малодербетовского района Калмыкии;
- на востоке - с Цаган-Нурским СМО Октябрьского района Калмыкии;
- на юге - с Чкаловским СМО;
- на юго-востоке - с Кетченеровским СМО.

Восточной границей СМО служит озеро Цаган-Нур.
Границы СМО установлены Законом Республики Калмыкия от 25 апреля 2003 года № 331-II-З.

### Климат
Климат района резко континентальный: умеренно-холодная малоснежная зима и жаркое лето. Абсолютная максимальная температура воздуха составляет +43 °С (июль) абсолютный минимум температуры (январь) -37 °С. Среднегодовая температура составляет +8,0 °С. Среднегодовое количество осадков составляет 250-300 мм. Наибольшее количество осадков выпадает в теплое время года (апрель - октябрь) 160-200 мм.
Относительная влажность воздуха низкая, менее 30 %. Испаряемость за вегетационный период значительно превосходит количество выпадающих осадков. Увлажнение недостаточное, коэффициент увлажнения 0,2-0,3. В летнее время специфической особенностью территории являются засухи и суховеи. За вегетационный период число дней с суховеями колеблется от 100 до 125. Отмечаются сильные пыльные бури.

### Почвы
Существенное влияние на распределение почвенного покрова оказывает микрорельеф территории. Основу почвенного покрова составляют бурые полупустынные почвы и солонцы, залегающие в основном по равнинным и повышенным элементам рельефа. Значительные площади занимают поверхностно-луговато-бурые, лугово-бурые и луговые почвы и солонцы луговые, формирующиеся в понижениях рельефа.

## Население
| 2002 | 2010 | 2011 | 2012 | 2013 | 2014 | 2015 |
| ---- | ---- | ---- | ---- | ---- | ---- | ---- |
| 541  | ↘482 | ↘480 | ↘456 | ↘450 | ↗474 | ↘444 |
| 2016 | 2017 | 2018 | 2019 | 2020 | 2021 |      |
| ↘436 | ↘425 | ↗447 | ↘446 | ↘441 | ↗473 |      |

По состоянию на 2011 год на территории СМО проживало 544 человека. Плотность населения составила 0,94 человека на кв. км. Отмечается значительный миграционный отток населения. Национальный состав однороден: калмыки составляют свыше 99 % населения.

## Состав сельского поселения
| № | Населённый пункт | Тип населённого пункта          | Население |
| - | ---------------- | ------------------------------- | --------- |
| 1 | Тугтун           | посёлок, административный центр | ↗473      |

## Экономика
Основной отраслью экономики СМО является сельское хозяйство со специализацией на животноводстве.